# Воля (журнал)
Воля — тижневик суспільно-політичного та культурного життя. Виходив у Відні з червня 1919 до листопада 1921. Останні три випуски журналу з'явилися під назвою «Воля України». 
Тижневик широко подавав новини з розвитку політичних подій в Україні і був джерелом інформації про боротьбу за українську незалежність. Видання сповіщало про життя українців в еміграції й політику західних держав щодо України. «Воля» друкувала витяги з німецьких, французьких та англійських видань, огляди й хронологію подій. Чималий обсяг займали твори художньо-літературні: вірші Олександра Олеся, Петра Карманського, Василя Вишиваного, оповідання, уривки драматичних творів О. Грицая, Валерії О'Коннор-Вілінської, Модеста Левицького, Оксани Драгоманової-Храпко; критичні статті на твори Є. Карпенка, Антона Крушельницького.
 Спогади Івана Кедрина про головного редактора «Волі».
«Воля» розвивала думку про об'єднання урядів Української Республіки та Західноукраїнської Республіки заради збереження державності. Редакційна політика виступала проти «радянофільства».
Часто, статті були протилежних політичних поглядів (крім комуністичного). Це пов'язано із тим, що заради збереження журналу відбувався продаж місця під статті. Незважаючи на це, Олег Богуславський зазначає, що «..ідеологічна строкатість дає нам підстави говорити про появу політичного плюралізму на сторінках емігрантських видань».

## Редакторський склад
Головний редактор — Віктор Піснячевський(псевдонім — А. Горленко). Секретар журналу — професор Ф. Слісаренко, відповідальний редактор — Л. Шопак. Над журналом працювали Іван Кедрин та Михайло Єремієв, який раніше працював на посаді секретаря Української Центральної Ради і редактора центральнорадівського видання «Вісті з Української Центральної Ради».  У редакції працювали З. Адельсбергер, В. Даскалюк, Іван Кедрин, І. Мурський, А. Хомин та інші. Працівники журналу сповідували різні політичні, але загалом соборницькі позиції. 
Головний редактор «Волі» був членом Союзу українських журналістів і письменників у Відні. На сторінках видання з метою інформування української і зарубіжної громадськості управа СУЖіП надрукувала накладом 300 примірників Статут Союзу і розіслала його зацікавленим особам. На сторінках «Волі», публікувалися звіти про діяльність Союзу, звернення, відозви, проекти ініціативи СУЖіП.
1921 року Віктор Піснячевський при журналі «Воля» організував видавництво «Наша воля», головним завданням якого було видання художніх творів, друкованих раніше у «Волі».